# Пляжные Азиатские игры 2010
II Азиатские пляжные игры состоялись 8—16 декабря в столице Омана — Маскате. В Играх приняли участие 1131 спортсмен из 43 азиатских стран. Было разыграно 52 комплекта медалей в 14 видах спорта.
Наибольшее число медалей золотых медалей завоевала команда Таиланда, которая увезла на родину 15 золотых, 10 серебряных и 12 бронзовых наград.